# Theresa Zabell

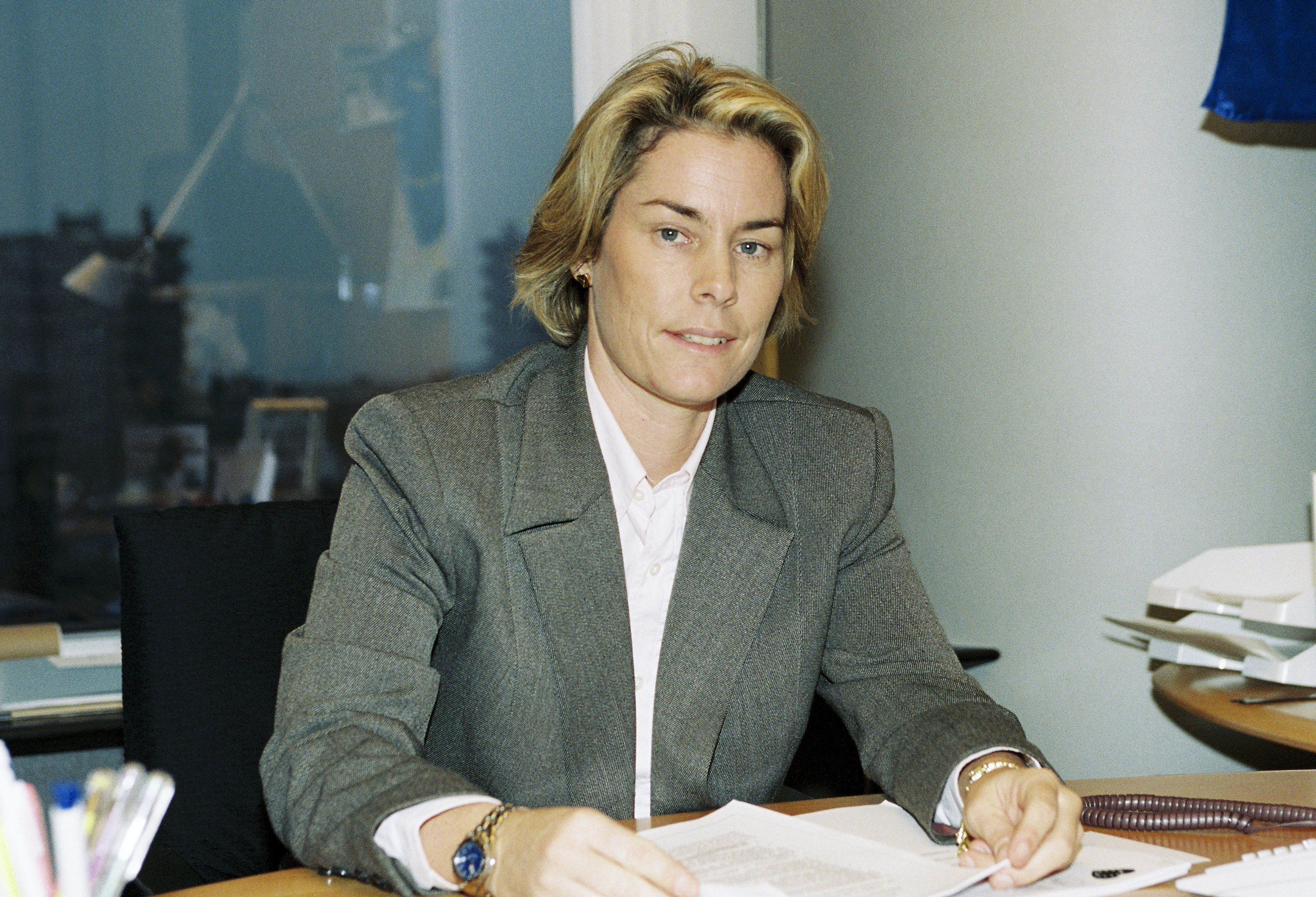
Theresa Zabell, 1999

Theresa Zabell Lucas (* 22. Mai 1965 in Ipswich, Suffolk) ist eine ehemalige spanische Seglerin. Mit zwei olympischen Goldmedaillen und drei Weltmeistertiteln gehört sie zu den erfolgreichsten Regattaseglerinnen überhaupt.

## Karriere
Zabell gewann 1985 den Titel bei den Juniorenweltmeisterschaften in der Europe-Klasse. 1991 siegte sie zusammen mit Patricia Guerra in der 470er Jolle bei den Europameisterschaften. Bei den Weltmeisterschaften 1991 belegten die beiden den vierten Platz. 1992 siegten die beiden im April bei den Weltmeisterschaften vor Cadiz und im Juni bei den Europameisterschaften vor Nieuwpoort in Belgien. Bei den Olympischen Spielen 1992 vor Barcelona gewannen die beiden Gold vor den Booten aus Neuseeland und aus den Vereinigten Staaten. 1993 siegten die Deutschen Ines Bohn und Sabine Rohatzsch bei den Weltmeisterschaften vor Crozon-Morgat in Frankreich, dahinter erhielten Zabell und Guerra die Silbermedaille.
Ab 1994 segelte Theresa Zabell mit Begoña Vía Dufresne. Die beiden siegten 1994 bei den Europameisterschaften, 1995 belegten sie den siebten Platz. Zwei Monate nach den Europameisterschaften gewannen die beiden bei den Weltmeisterschaften in Toronto. Den Weltmeistertitel verteidigten die beiden Anfang 1996 vor Porto Alegre. Bei den Olympischen Spielen 1996 vor Savannah gewannen die beiden vor dem japanischen Boot. Zabell trat 1996 zurück, ein Comeback-Versuch 1998 verlief mäßig erfolgreich.
Die ausgebildete Informatikerin Theresa Zabell saß von 1999 bis 2004 für die Partido Popular im Europaparlament.